# Кливленд, Френсис
Френсис Клара Фолсом Кливленд Престон (англ. Frances Clara Folsom Cleveland Preston; 21 июля 1864 — 29 октября 1947) — жена Президента США Стивена Гровера Кливленда и 27-я Первая леди США с 1886 по 1889 год и с 1893 по 1897 год. Став Первой леди в 21 год, она и по сей день остаётся самой молодой Первой леди. Кливленд была младшей двоюродной сестрой Питера Питчлинна, бывшего руководителя Чокто.

## Биография
Френсис Клара Фолсом родилась в Буффало, Нью-Йорк. Она была дочерью Оскара Фолсома, адвоката и потомка первых поселенцев из Экстера, Нью-Гэмпшир и Эммы Хармон-Фолсом.
Все предки Френсис Кливленд были из Англии и обосновались в Массачусетсе, Род-Айленде, Нью-Гэмпшире и в западной части Нью-Йорка. Она была единственным ребёнком в семье, выжившим в младенчестве (её сестра Нелли Август умерла ещё до своего первого дня рождения). Она изначально носила имя Френк (имя дяди), но потом взяла женский вариант Френсис. Давний близкий друг Оскара Фолсома, Гровер Кливленд, в возрасте 27 лет, повстречал её вскоре после рождения. Он проявлял интерес к ребёнку, купив ей коляску и заботясь о ней. В 1875 году отец Френсис погибает и Кливленд становится опекуном 11 летней девочки.
Она училась в средней школе Буффало и в колледже Уэллс, Нью-Йорк. Учась в колледже, Френсис приняла предложение о помолвке в августе 1885 года. О своем решении они объявили за пять дней до свадьбы.

## Брак

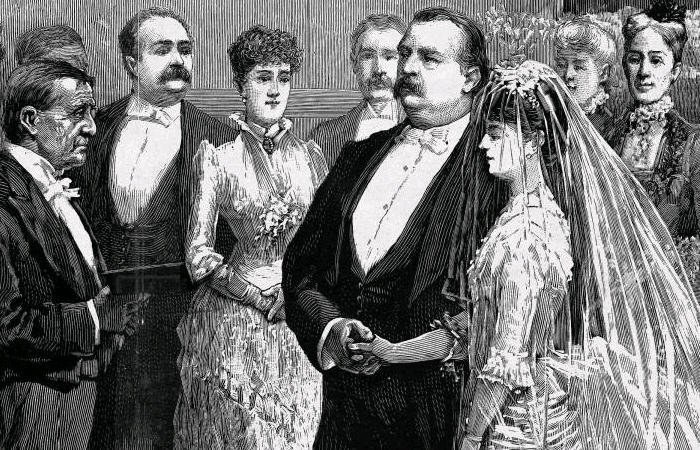
Свадьба Френсис Фолсом и Гровера Кливленда 2 июня 1886 года.

Френсис Фолсом, 21 год, вышла замуж за президента Гровера Кливленда, 49 лет, 2 июня 1886 года в Белом доме. Их разница в 27 лет была второй по величине. Кливленд был единственным президентом, женившимся в Белом доме (Джон Тайлер женился на своей второй жене, когда был президентом, но свадьба проходила в Нью-Йорке). После церемонии президент Кливленд вернулся к работе.
Небольшая церемония, на которой присутствовали друзья и родственники, была закончена в семь часов вечера в голубой комнате Белого дома. Священником был преподобный Уильям Кливленд, брат жениха. Слова клятвы «честь, любовь и сохранение» были заменены на «честь, любовь и повиновение». Музыку обеспечили Джон Суза и морской оркестр. Пара провела пять дней медового месяца в Дир-Парке на Кимберлендовой горе, Западный Мэриленд.

## Первая леди США
Новая Первая леди была объектом пристального внимания средств массовой информации. Став хозяйкой Белого дома, она стала популярной благодаря своему очарованию. Френсис проводила два приема в неделю, один из которых был в субботу после полудня, когда освободившиеся женщины могли прийти. Сестра президента Кливленда, Роуз Кливленд, которая была первой леди 15 месяцев до Френсис, после свадьбы брата с радостью отказалась от своих обязанностей в пользу своей карьеры в образовании.
После того, как президент потерпел поражение на выборах 1888 года, Френсис жила в Нью-Йорке. Выходя из Белого дома она сказала, что вернётся через четыре года. Она не ошиблась, и в 1893 году Френсис снова стала Первой леди.

## Дети

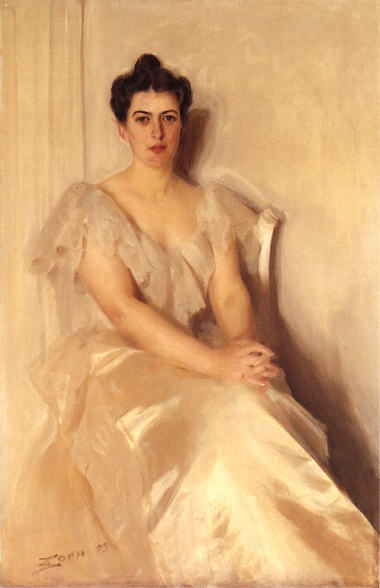
Френсис Кливленд
художник Андерс Цорн (1899)

У Кливленд было три дочери и два сына:
- Рут Кливленд (1891—1904)
- Эстер Кливленд (1893—1980) — её дочерью была Филиппа Фут, британский философ.
- Марион Кливленд (1895—1977) — родилась в Биззард-Бей, Массачусетс. Училась в Колумбийском университете в педагогическом колледже. Дважды выходила замуж: за Стенли Делла и Джона Амена, нью-йоркские адвокаты. С 1943 по 1960 года директор по связям с общественностью в «Скаутах Америки».
- Ричард Фолсом Кливленд (1897—1974) — адвокат. Родился в Принстоне, служил офицером морской пехоты во время Первой мировой войны, окончил Принстонский университет в 1919 году, получил степень магистра в Гарвардском университете в 1924 году. Занимался юридической практикой в Балтиморе.
- Френсис Гровер Кливленд (1903—1995) — актёр. Родился в Биззард-Бей, Массачусетс. Окончил Гарвардский университет со степенью в области драмы. После обучения в Кембридже, Массачусетс он отправился в Нью-Йорк, чтобы работать в театре. В конце концов поселился в Темуорте, Нью-Гэмпшир, где был членом городского правления.

## Дальнейшая жизнь
После смерти Кливленда в 1908 году, Френсис осталась одна в Принстоне, Нью-Джерси. 10 февраля 1913 года она, в возрасте 49 лет, вышла замуж за Томаса Престона-младшего, профессора археологии в Принстонском университете. Во время Великой депрессии шила одежду для бедных.
Френсис Кливленд умерла 29 октября 1947 года в Балтиморе. Она была похоронена в Принстоне рядом с первым мужем, Гровером Кливлендом.